# Kōji Tsujitani
Kōji Tsujitani (辻谷 耕史 Tsujitani Kōji?) fue un actor de voz japonés que nació el 26 de abril de 1962 y falleció el 17 de octubre de 2018. reconocido por poner voz a numerosos personajes de anime y de videojuegos. Estuvo afiliado a Sigma Seven.

## Personajes destacados a los que ha puesto voz
- Akai Haruaki en Maburaho.
- Azai Nagamasa en Sengoku Basara.
- Bernard Wiseman en Mobile Suit Gundam 0080: War in the Pocket.
- Dan en Salamander.
- Dewey Novak en Eureka Seven.
- Hiroshi, en Ranma ½.
- Itsuki en Yu Yu Hakusho.
- Kain Phalanx en Shadow Skill.
- Kenji Fujima en Slam Dunk.
- Misao y Homare Kuba en Okane ga Nai.
- Miroku en InuYasha.
- Jajuka en Escaflowne.
- Jones en Bondage Queen Kate.
- Raiel en Violinist of Hameln.
- Ryuichi Hayami in Hajime no Ippo.
- Tokiomi Tōsaka Fate/stay night. (Ep.02)
- Seabook Arno en Mobile Suit Gundam F91.
- Solomon en Blood+.
- Sugeru en Grander Musashi.
- Takashi Niimai en Video Girl Ai.
- Ten-oh en RG Veda.
- Tylor en Irresponsible Captain Tylor.
- Tanda en Guardian of the Sacred Spirit.
- Kataoka en Patlabor: la película.

## CD de Anime
- Kouji Tsujitani junto a Houko Kuwashima y Kumiko Watanabe en 風のなかへ - Into the Wind (Kaze no Naka e)

## Trabajos en animación
- Shōwa Genroku Rakugo Shinjū: director de sonido en OVA y series de anime.[1]